# Schizoporella fistulata
Schizoporella fistulata är en mossdjursart som beskrevs av Charles Henry O'Donoghue 1923. Schizoporella fistulata ingår i släktet Schizoporella och familjen Schizoporellidae. Inga underarter finns listade i Catalogue of Life.